# Hệ thống đường sắt trên núi của Ấn Độ
Hệ thống đường sắt trên núi của Ấn Độ là một hệ thống gồm sáu hoặc bảy tuyến đường sắt núi cao ở Ấn Độ vẫn đang hoạt động. Được xây dựng bắt đầu hoạt động vào thế kỷ 19, đầu thế kỷ 20 dưới chế độ thực dân Anh. Ngày nay, hệ thống đường sắt trên núi của Ấn Độ cùng với tuyến đường sắt Kashmir hoạt động từ năm 2005 vẫn được sử dụng để phục vụ công chúng. Trong khi bốn tuyến đường sắt: Darjeeling Himalaya (1881), Kalka–Shimla (1898), Kangra Pathankot (1924), Kashmir đều nằm ở vùng núi ghồ ghề của dãy Himalaya ở miền Bắc Ấn Độ thì hai tuyến đường sắt nằm trên khu vực Ghats tây là Nilgiri ở Tamil Nadu và Matheran ở Maharashtra. Còn tuyến đường sắt Lumding-Silchar được xây dựng vào thế kỷ 20 nằm sâu ở trong thung lũng sông Barak của các đồi Cachar ở Assam. Các tuyến đường sắt Darjeeling Himalayan, dãy núi Nilgiri và Kalka-Shimla đã được UNESCO công nhận là Di sản thế giới vào năm 1999.
Các tuyến đường sắt kết nối các khu du lịch trên núi quan trọng với khu vực chân núi, uốn lượn đi qua các vùng núi đá ghồ ghề nhưng mang phong cảnh tuyệt đẹp. Chúng đã được xây dựng trong thời kỳ thuộc địa Anh được coi là ví dụ nổi bật về việc trao đổi các giá trị trong phát triển công nghệ đồng thời là tuyệt tác về kỹ thuật.

## Lịch sử
Các tuyến đường sắt trên núi như là kết quả của việc Anh quan tâm tới việc thiết lập quyền kiểm soát dãy Himalaya và các dãy núi khác ở Ấn Độ. Vào năm 1844, Sir John Lawrence người sau đó trở thành Tổng đốc Ấn Độ đã tranh luận ý tưởng về một thuộc địa hóa những khu vực đồi núi theo từng giai đoạn, đặc biệt là thiết lập các đơn vị đồn trú quân sự. Người Anh trong một đề nghị được gọi đơn giản là "đường sắt vùng đồi núi" được coi là thiết lập về địa lý và văn hóa phong phú trên cả thuộc địa. Các địa điểm được chọn là Shimla, nơi sau đó trở thành thủ đô mùa hè của các tổng đốc Ấn Độ; Darjeeling nổi tiếng với những đồi chè cùng nhiều danh lam thắng cảnh trên vùng núi Himalaya ở Tây Bengal; thung lũng Kangra ở Himachal Pradesh; Ootacamund trong dãy núi Nilgiri của Tamil Nadu và các ngọn núi của Matheran ở Ghat tây gần Mumbai đã được xem xét.
Những nỗ lực nhằm liên kết với những khu vực đồi núi mang vẻ đẹp mê hoặc bằng tuyến đường sắt vận chuyển khách đã được bắt đầu vào năm 1878 với việc xây dựng tuyến đường sắt Darjeeling Himalayan. Tuyến đường sắt sau đó đã được hoàn thành và đưa vào sử dụng vào năm 1881 nối từ Siliguri đến Darjeeling.
Các dự án tiếp theo được tiến hành là Tuyến đường sắt dãy núi Nilgiri ở Tamil Nadu, ban đầu được đề xuất trong năm 1854. Công việc bắt đầu vào năm 1894 nhưng nó đã không hoàn thành cho đến năm 1908 bởi địa hình khó khăn và sự chênh lệch về độ cao lớn (từ 326 đến 2.203 mét) trong khoảng cách 46 km. Việc xây dựng 96 km (60 dặm) tuyến đường sắt Kalka-Shimla bắt vào năm 1898 kết nối vùng đồi với phần còn lại của đất nước đã được khánh thành bởi Lord Curzon vào tháng 10 năm 1903. Tuyến đường sắt Matheran-Neral dài 21 km được đưa vào hoạt động năm 1907 trong khi tuyến đường sắt Kangra được xây dựng vào năm 1929 dài 164 km tại thung lũng Kangra đi qua khu vực núi cao đẹp như tranh vẽ.
UNESCO đã công nhận ba tuyến đường sắt trong hệ thống đường sắt trên núi của Ấn Độ là di sản thế giới như là ví dụ nổi bật rõ nét, giải pháp kỹ thuật khéo léo trong việc thiết lập liên kết đường sắt hiệu quả thông qua khu vực đồi núi hiểm trở. Năm 1999, tuyến đường sắt Darjeeling Himalayan là tuyến đường sắt đầu tiên được công nhận là di sản thế giới. Sau đó là trong năm 2005 và 2008, lần lượt hai tuyến đường sắt dãy núi Nilgiri và Kalka-Shimla được thêm vào, với tên gọi chung là Hệ thống đường sắt trên núi của Ấn Độ. Địa điểm thứ tư đang được xem xét thêm vào là tuyến đường sắt Matheran.
Danh sách:
| Tên                                 | Độ dài (km) | Độ dài (mi) | Năm hoạt động | Kiểu đường sắt           | Khổ đường                |
| ----------------------------------- | ----------- | ----------- | ------------- | ------------------------ | ------------------------ |
| Tuyến đường sắt Darjeeling Himalaya | 88          | 55          | 1881          | Đường sắt khổ hẹp        | 2 ft (610 mm)            |
| Tuyến đường sắt Dãy núi Nilgiri     | 46          | 29          | 1908          | Đường sắt khổ hẹp đo mét | 1.000 mm (3 ft 3+3⁄8 in) |
| Tuyến đường sắt Kalka–Shimla        | 96          | 60          | 1903          | Đường sắt khổ hẹp        | 2 ft 6 in (762 mm)       |
| Tuyến đường sắt Matheran Hill       | 20          | 12          | 1907          | Đường sắt khổ hẹp        | 2 ft (610 mm)            |
| Tuyến đường sắt Thung lũng Kangra   | 164         | 102         | 1929          | Đường sắt khổ hẹp        | 2 ft 6 in (762 mm)       |
| Tổng:                               | 414         | 257         |               |                          |                          |